# Oxybelis fulgidus
Oxybelis fulgidus là một loài rắn trong họ Rắn nước. Loài này được Daudin mô tả khoa học đầu tiên năm 1803.

## Hình ảnh

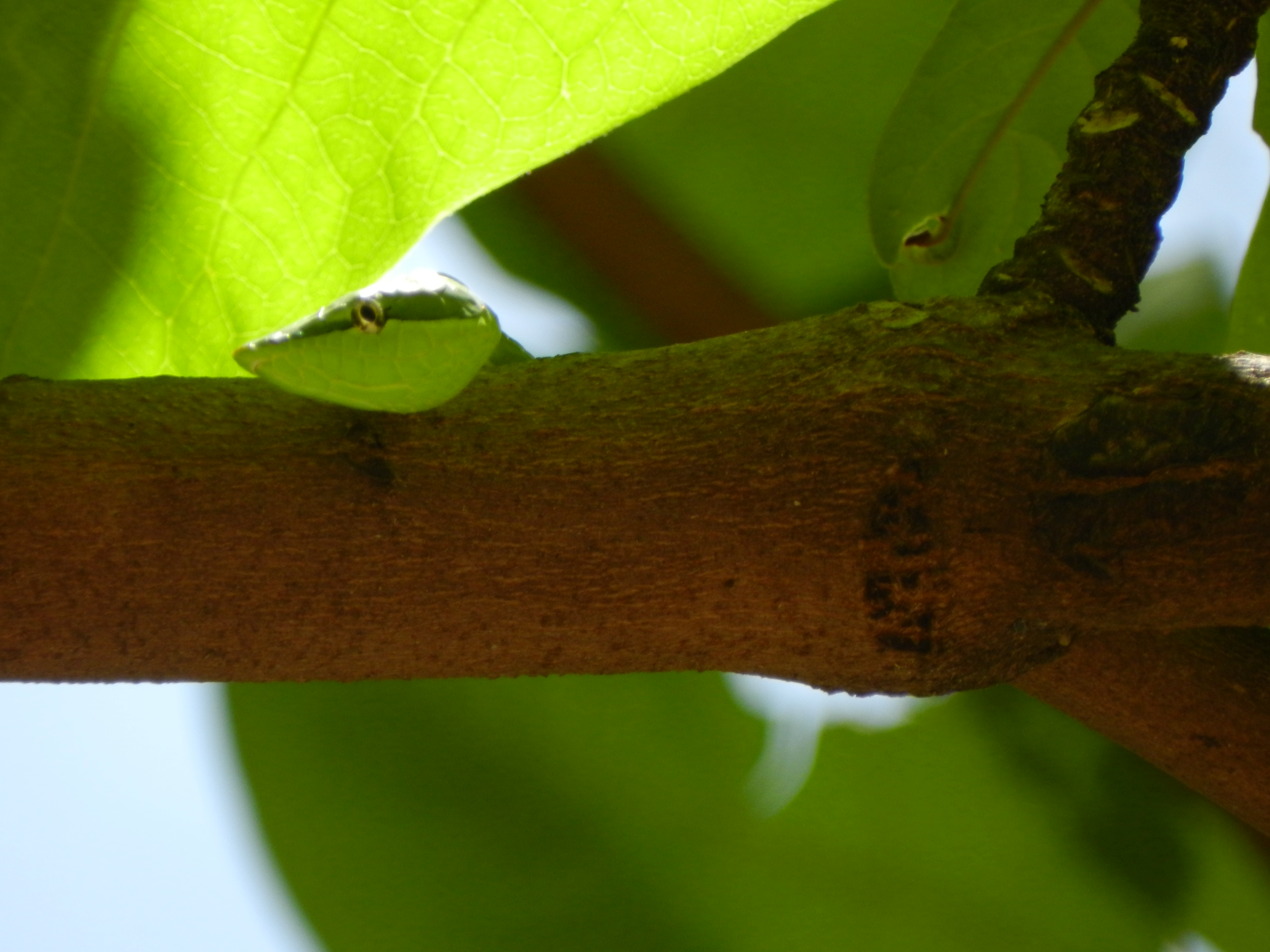
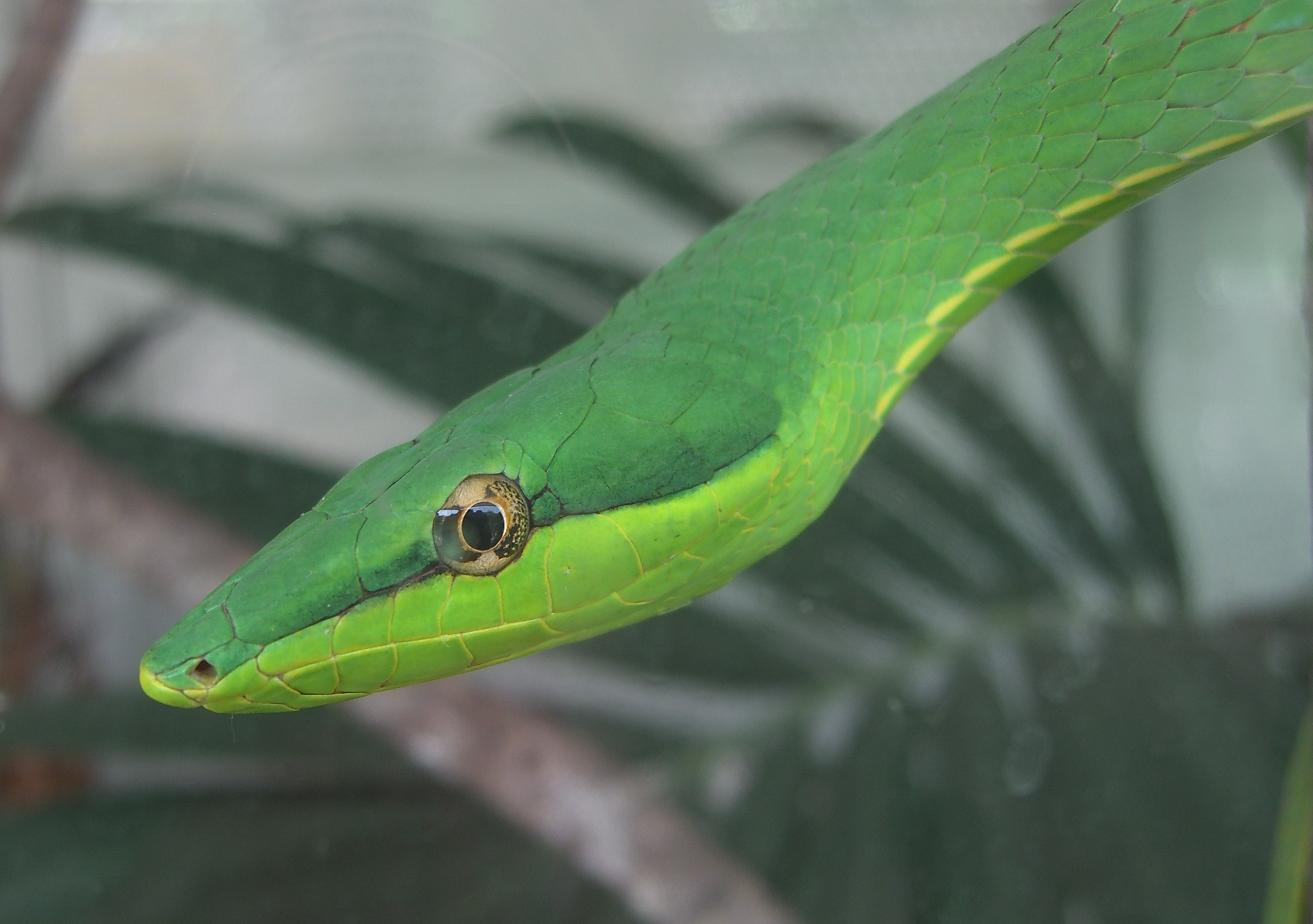
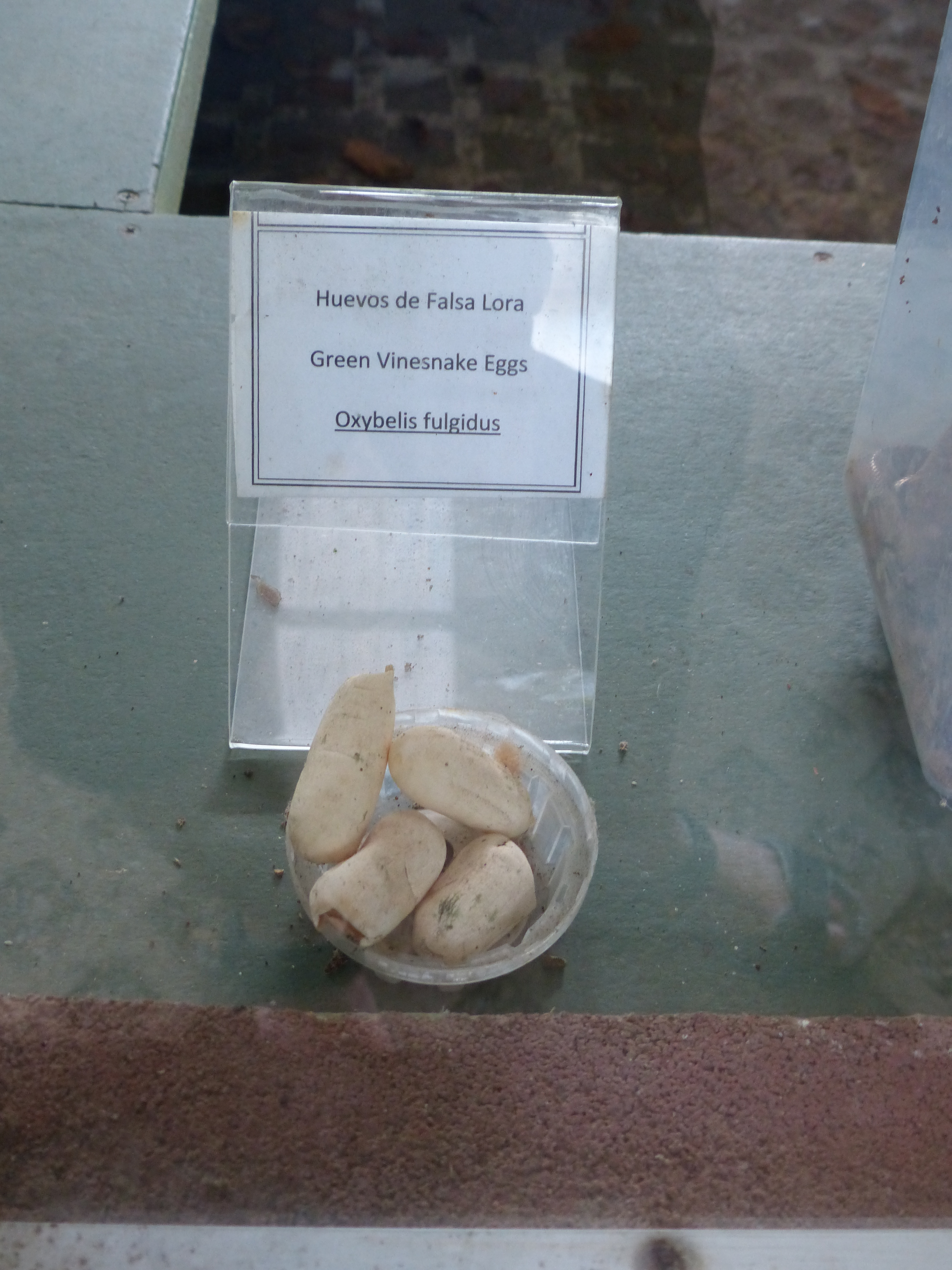

- Tập tin:Bejuquillo.JPG